# هونتس غرين (باركشير)
هونتس غرين (بالإنجليزية: Hunts Green, Berkshire)‏ هي قرية تقع في المملكة المتحدة في جنوب شرق إنجلترا.